# HD 4308 b
HD 4308 b est une planète en orbite autour de l'étoile HD 4308.